# Longinus Anton Jungnitz
Longinus Anton Jungnitz (10. srpna 1764, Męcinka – 26. června 1831, Vratislav) byl německý astronom, fyzik, teolog a římskokatolický duchovní, člen řádu jezuitů a vysokoškolský profesor. V letech 1815–1816 rektor vratislavské Leopoldiny.

## Životopis
Narodil se v roce 1764 do katolické rodiny v Męcince (německy Hermannsdorf am Hessenberge) u města Javor. Střední vzdělání absolvoval na gymnáziu v Lehnici a ve studiu pokračoval na jezuitské akademii Leopoldina ve Vratislavi. Po dokončení studií ve Vratislavi, pokračoval ve Vídni studiem astronomie pod vedením Maxmiliana Hella.
Roku 1789 se vrátil zpět do Vratislavi, kde byl vysvěcen na kněze a začal vyučovat astronomii a fyziku na místní univerzitě. Od roku 1801 do zrušení univerzity v roce 1810 byl členem jejího vedení. Roku 1791 se zasloužil o vystavění observatoře na Matematické věži. V roce 1809 se stal kanovníkem na vratislavské farnosti svatého Kříže a svatého Bartloměje.
Po sekularizaci jezuitské vysoké školy a sloučení Leopoldiny s frankfurtskou Viadrinou v roce 1811, pokračoval v přednášení na nově vzniklé škole. V letech 1815–1816 vykonával funkci univerzitního rektora.